# Покровська церква (Кролевець)
Покро́вська це́рква, Церква Покрови Богоматері — православна культова установа в м. Кролевець, яка існувала з кінця XVII століття до 1930-х років.

## Історія
Заснування Покровської парафії та зведення дерев'яної церкви Покрови Богоматері в Кролевці датується кінцем XVII століття. Вперше в документах вона згадується під 1701 роком у купчому записі на «двір з пляцем… в Кролевці, на передмісті, в парафії Свято-Покровській». Проте достеменно відомо, що церква існувала ще в 1690-ті роки, адже в 1722 році наказний кролевецький сотник повідомляв, що «тридцять чи й більше років тому» Ничипір Калиновський уже був священиком. За часом заснування Покровська церква стала третьою парафією в Кролевці після Миколаївської та Різдво-Богородицької, які з'явилися раніше. Її виникнення пов'язане з розростанням міста, зокрема його передмість, в процесі відновлення від спустошень 1658–1659, 1664 та 1668 років, тому вона не могла з'явитися раніше 1680-х років. До відкриття Варваринської парафії в 1763—1764 роках Покровська церква була єдиною церквою Кролевця, розташованою в передмісті, через що кількість її парафіян значно перевищувала інші церкви.
Спершу було зведено дерев'яну споруду, яка згоріла під час великої пожежі в серпні 1727 року. Масштаби пожежі були настільки великими, що вигоріли щонайменше три з чотирьох кролевецьких церков: Різдво-Богородицька, Миколаївська та Покровська. Відбудова зайняла багато часу, тому певний час церква розміщувалася у спеціально пристосованій для неї коморі, аж поки у 1778—1783 роках не було збудовано новий дерев'яний храм.
У XVIII столітті Покровська парафія була найбільшою в Кролевці, що спонукало церковну владу в 1763—1764 році виділити з неї окрему Варваринську парафію.
З парафіян Покровської церкви вийшла низка відомих діячів української культури, зокрема:
- Федір Калиновський (бл.1693 — бл.1770) — кролевецький протопіп, член комісії з укладення «Прав, за якими судиться малоросійський народ»[5]
- Григорій Калиновський  — український етнограф, упорядник і видавець «Описания свадебных украинских простонародных обрядов, в Малой России и в Слободской Украинской губернии, также и в великороссийских слободах, населенных малороссиянами, употребляемых…» (1777), внук Федора Калиновського
- Микола Лукаш — відомий український перекладач

Незадовго до знищення радянською владою Покровської церкви її відвідав, сфотографував і зробив детальний опис Стефан Таранушенко.
Покровська церква була зруйнована першою з-поміж церков міста Кролевця в ході радянської кампанії проти релігійних установ. На початку 1920-х років з неї було забрано золото й срібло, а на початку 1930-х знято хрести й дзвони, які ще наявні на фотографіях церкви, зроблених Стефаном Таранушенком 7-8 серпня 1932 року.
Згодом на її місці було збудовано маслозавод, який стоїть досі.

## Архітектурна характеристика

Обмірний кресленик первісного плану Покровської церкви

7-8 серпня 1932 року Покровську церкву відвідав відомий мистецтвознавець Стефан Таранушенко в ході подорожі Чернігівщиною, зробивши фотографії та детальний опис споруди зовсім незадовго до її остаточного руйнування. Проте він не описав дзвіницю.
Покровську церкву було складено з дубових колод 16 сантиметрів завтовшки. Належала вона до типу одноверхих, тризрубних у плані споруд, який з'явився в XVII столітті і набув значного поширення в українській козацькій церковній архітектурі. Відповідно до типового плану таких будівель церква складалася з трьох дільниць (зрубів): восьмикутний у плані центр і два шестигранні крила — вівтар (зі східного боку) і бабинець (із західного боку), перекриті стіжковими дахами на п'ять круто заломлених граней. Спочатку церква була вкрита ґонтом, але пізніше дах обшили залізом. Зате верх бабинця і вівтаря до 1930-х років зберігся в первісному вигляді, як з'ясував у результаті обстеження Таранушенко.
Протягом ХІХ століття до первісної споруди було добудовано бокові приділи: західний приділ, який сполучив бабинець із дзвіницею, та паламарню. Особливістю конструкції Покровської церкви була велика кількість вікон, прорізаних у стінах усіх трьох зрубів у такому порядку, що відповідав ритмам зовнішнього контуру будівлі. Завдяки вікнам усі три дільниці церкви були залиті світлом, але густо прорізані віконні просвіти призвели до ослаблення стін, що змусило згодом укріплювати їх ззовні за допомогою вертикальних дерев'яних балок.
Центральна дільниця храму в вертикальній послідовності складалася з восьмигранного зрубу висотою 12 метрів, над яким починався перший залом із високими стрімко заломленими гранями. Над заломом стояв восьмерик, який виглядав дуже струнким і світлим завдяки чотирьом вікнам, зорієнтованим за сторонами світу. Верхній залом був значно коротшим і увінчувався непропорційно великим плафоном. Висота центральної дільниці церкви в інтер'єрі (від підлоги до склепіння з образом) становила близько 21 метра, а висота в екстер'єрі (разом із маківкою та хрестом) — близько 27 метрів.
Згідно з висновком Стефана Таранушенка, вихідним розміром для побудови плану церкви була ширина центральної дільниці, яка бралася за основу для розрахунку інших параметрів. Це означає, що обрахунок кожного іншого параметра будівлі відштовхувався від ширини центральної дільниці, яка становила близько 9,2 метра. Скажімо, довжина центральної дільниці дорівнює діагоналі чотирикутника, що становить половину квадрата зі стороною, рівною ширині центральної дільниці. Тобто вона дорівнювала {\displaystyle {\sqrt {x^{2}+{\frac {x^{2}}{4}}}}=x{\frac {\sqrt {5}}{2}}}, де {\displaystyle x} — ширина центральної дільниці. Половина діагоналі цього самого квадрата становила довжину вівтаря, яка була рівною його ширині і, таким чином, становила {\displaystyle x{\frac {\sqrt {2}}{2}}}. Довжина бабинця дорівнювала діагоналі південної половини плану вівтаря і відповідала формулі {\displaystyle x{\frac {{\sqrt {1}}0}{4}}}. Аналогічним чином із ширини центральної частини храму {\displaystyle x} виводилися всі вертикальні та горизонтальні розміри. Загальна довжина храму (сума довжин вівтаря, центральної частини і бабинця) становила близько 24 метрів.
В 1852 році замість старої дерев'яної дзвіниці, яка стояла окремо від храму, з боку бабинця було прибудовано нову, теж дерев'яну дзвіницю на два яруси. Вона увінчувалася високим наметом із цибулястою банькою.

## Розмір парафії
Покровська парафія протягом усієї своєї історії була найбільшою за розміром у Кролевці. В 1764 в Кролевці була виділена остання парафія — Варваринська, — більшість парафіян якої раніше належали до Покровської. Згідно з даними сповідних розписів до Покровської церкви належала така кількість парафіян:
| рік  | чоловіків | жінок | разом |
| 1763 | 686       | 704   | 1390  |
| 1770 | 668       | 656   | 1324  |
| 1790 | 704       | 716   | 1420  |
| 1810 | 748       | 778   | 1526  |
| 1830 | 792       | 843   | 1635  |
| 1850 | 817       | 915   | 1732  |
| 1860 | 848       | 950   | 1798  |

## Священики
Священиками Покровської церкви були:
- Ничипір Калиновський: кінець XVII — 1700-ті роки
- Федір Ничипорович Калиновський: початок XVIII століття — середина 1770-х років
- Григорій Дмитрович Сукуровський: середина 1780-х років — кінець 1790-х років
- Петро Матвійович Сушинський: 1800-ті роки — 1836 рік
- Микола Петрович Сушинський: 1837 рік — після 1886-го року
- Григорій Самійлович Імшенецький: бл. 1891 — після 1918 року

## Архівні матеріали
Рівень збереженості діловодства Покровської церкви задовільний. Як і в будь-якій парафіяльній церкві, в ній велися сповідні та метричні книги, які є важливим джерелом демографічної та генеалогічної інформації. До сьогодні вціліли лише два сповідних розписи Покровської парафії — за 1763 і 1787 роки. Вони зберігаються, відповідно, у ЦДІАК України та ДАЧО.
Значно краща ситуація з метричними книгами. В ДАСО (фонд 835 — «Покровська церква м. Кролевець») зберігаються записи про народження за 1808—1861 роки, про вінчання за 1808—1833, 1842—1870 та про смерті за 1808—1872 роки. Пізніший період представлений у фонді 1187 — «Церкви Кролевецького повіту Чернігівської губернії», зокрема: народження за 1880—1893, 1897—1905, 1907—1916 і 1918 роки; вінчання за 1880—1893, 1897—1901 і 1903—1916 роки; смерті за 1881—1882, 1884—1885, 1892—1893, 1897—1901, 1903—1908, 1910—1916 роки. Окремі метричні розписи осіли в ДАЧО в фонді 679 — «Чернігівська духовна консисторія», зокрема народження, вінчання та смерті за 1795—1796 та 1806 роки, та в фонді 712 — «Новгород-Сіверська духовна консисторія», зокрема народження, вінчання та смерті за 1793 рік. Метричний розпис шлюбів Покровської парафії за 1764 рік перебуває у ЦДІАК України.
Попри пожежі, які часто ставалися в м. Кролевець, особливо протягом XVIII століття, більшість втрачених метричних і сповідних книг ще існувала на початку ХХ століття, завдяки тому, що вони велися в кількох примірниках, з яких лише один залишався в самій церкві, а інші надсилалися вищим церковним органам (духовним правлінням і консисторіям). Однак у ХХ столітті ці документи стали жертвами двох світових та громадянської воєн, а також, в опосередкований спосіб, радянського терору. В роки колективізації та репресій, а також під час повоєнної відбудови місцеве населення, за можливості, докладало зусиль для знищення дореволюційних актів реєстрації цивільного стану, щоб приховати від органів влади відомості про своє соціальне походження, родинні зв'язки та вік, які могли стати підставою для переслідування, а також використовувалися для ведення військового призову та надання права виходу на пенсію.

## Галерея

Вигляд на центральну частину храму та вівтар
Вигляд на центральну частину храму з дзвіниці
Інтер'єр Покровської церкви: вигляд вгору на склепіння з образом
Інтер'єр Покровської церкви
Первісна (1783 року) дерев'яна кладка склепіння бабинця Покровської церкви
Вигляд на центральну частину, бабинець і дзвіницю
Вигляд на Покровську церкву з моста через струмок Калище